# Zsindely Ferenc
Zsindely Ferenc (Kisvárda, 1891. december 25. – Balatonlelle, 1963. április 26.) jogász, író, miniszter; írói neveként a Komáromi Ferenc nevet használta. Felesége Zsindelyné Tüdős Klára divattervező, írónő, rádió-előadó és lapalapító volt, aki egy időben a Magyar Királyi Operaház kosztümtervezőjeként és az Országos Református Nőszövetség elnökeként is tevékenykedett, egyben az első magyar nő volt, aki filmet rendezett.

## Élete
Budapesten szerzett jogi diplomát és ügyvédi oklevelet. 1918-tól főispáni titkár és Komárom vármegye tiszteletbeli főjegyzője, 1921-től pénzügyminiszteri titkár, 1934-től kincstári főtanácsos, 1938-ban vallás- és közoktatásügyi minisztériumi államtitkár volt. 1939-ben miniszterelnökségi államtitkár lett. 1931-től 1944-ig Komárom város kormánypárti országgyűlési képviselője és Komárom vármegye törvényhatósági bizottsági tagja. 1943. március 29-étől 1944. március 22-éig kereskedelmi és közlekedésügyi miniszter volt a Kállay-kormányban. 1945 után egy kertészetben dolgozott. Közgazdasági műveket írt és szépirodalommal is foglalkozott.

## Magatartása a második világháború alatt
A második világháború alatt folytatott náciellenes tevékenységének eredményeképpen 72 menekültet, először főleg gyermekeket, de később számos zsidót is bújtatott és mentett meg Istenhegyi úti villájában, és a svéd misszióval együtt még két otthonban kb. száz menekült teljes ellátását szervezte a vészkorszak alatt. A zsidómentés megszervezésében felesége, Zsindelyné Tüdős Klára vállalt komoly szerepet, aki jó nevű, hívő református családból származott, és a túlzsúfolt villában példátlan ügyességgel szervezte meg a háztartás működését. Visszaemlékezések szerint élhetővé, elviselhetővé tették a rejtegetett emberek számára az életkörülményeket önzetlen és áldozatkész hozzáállásukkal, miközben folyamatosan ott lebegett fejük felett a kivégzés réme. Többek között ők bújtatták Apró Antalnét (Dobrev Klára nagyanyja) két gyermekével, valamint Schifferné Szakasits Klárát (Schiffer András nagyanyja) három fiával. A háború után a zsidómentésben tevékenyebb Zsindelyné Tüdős Klárát Izrael állam kitüntette. 
Zsindelyéket a kommunista rezsim a Horthy-rendszerben tanúsított szerepvállalásukért az 1950-es években megfosztotta vagyonuktól és kitelepítették őket. Egy jóakarójuk Balatonlellén nyaralója házmesterlakását ajánlotta föl számukra, itt élte le Zsindely Ferenc élete utolsó szakaszát.

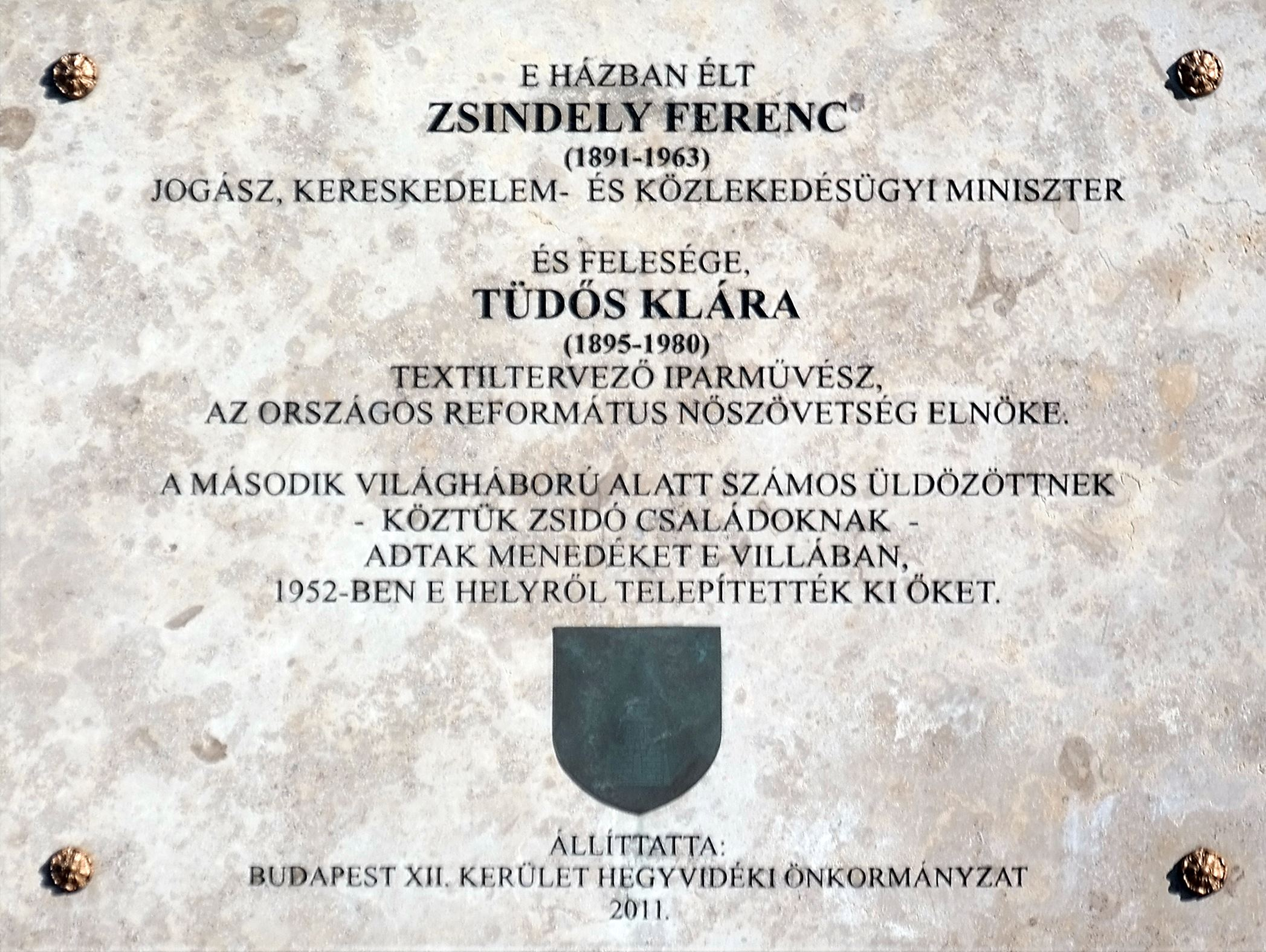
Emléktáblája
XII. kerület Istenhegyi út 92.

Apró Antal közbenjárására, férje halálát követően,  özvegye, Zsindelyné Tüdős Klára Budapestre költözhetett, a Schönherz Zoltán utcában (ma Október 23. utca) kapott tanácsi (önkormányzati) bérlakást.

## Főbb művei
- Isten szabad ege alatt. Elbeszélések vadról, vadászatról, vadászemberekről; fotó Zsindely Endre; Franklin, Bp., 1933
- Dunáról fúj a szél... Elbeszélések vadról, halról, fűről, fáról; Franklin, Bp., 1938
- Komáromi Ferenc: A hét cinke gaz mese hét részben; ill. Szécsi Árpádné; Exodus, Bp., 1945
- "Mint ismeretlen és mégis ismerős...". Elmélkedések gyülekezeti és családi áhítatokra; sajtó alá rend. Dizseri Eszter; Kálvin, Bp., 1993
- Nagy Domokos Imre: A vadászirodalom. Elméleti alapvetés és a magyar vadászirodalom rövid története / Zsindely Ferenc: Debrecennek van egy vize; TerraPrint, Bp., 1996
- Harcsakirály; karikatúrák Izsák Jenő; TerraPrint, Bp., 1996
- Sánta bika; vál., szerk., utószó, bibliográfia Horváth József; Lazi, Szeged, 2015
- Isten szabad ege alatt. Elbeszélések vadról, vadászatról, vadászemberekről; fotó a szerző; Lazi, Szeged, 2016
- Miniszter a frontvonalban. Zsindely Ferenc naplója 1941. február 25–1946. március 9. (szerk.: Szekér Nóra). ÁBTL–Kronosz, Budapest–Pécs, 2021 ISBN 9786156339331
- Miniszter a frontvonalban. Zsindely Ferenc naplója, 1941. február 25–1946. március 9.; szerk., bev., jegyz. Szekér Nóra; 2. jav. kiad.; ÁBTL–Kronosz, Budapest–Pécs, 2024